# Montbeton
Montbeton ist eine französische Gemeinde mit 4335 Einwohnern (Stand 1. Januar 2022) im Département Tarn-et-Garonne in der Region Okzitanien. Sie gehört zum Arrondissement Montauban und ist Mitglied im Gemeindeverband Grand Montauban. Die Einwohner werden Montbetonnais(es) genannt.
Die Gemeinde erhielt 2023 die Auszeichnung „Zwei Blumen“, die vom Conseil national des villes et villages fleuris (CNVVF) im Rahmen des jährlichen Wettbewerbs der blumengeschmückten Städte und Dörfer verliehen wird.

## Geographie
Montbeton liegt in der ehemaligen Provinz Quercy in der Ebene zwischen dem Fluss Tarn und dem Canal de Montech etwa fünf Kilometer westlich des Stadtzentrums von Montauban entfernt. Das Gemeindegebiet gehört zum Einzugsgebiet der Garonne und wird vom Ruisseau de Payrol, dem Ruisseau de Laffitte und verschiedenen anderen kleinen Wasserläufen entwässert.
Umgeben wird Montbeton von den Nachbargemeinden Albefeuille-Lagarde im Norden, Montauban im Osten, Lacourt-Saint-Pierre im Süden, Escatalens im Westen und Südwesten sowie La Ville-Dieu-du-Temple im Nordwesten.
Durch die Gemeinde führt die frühere Route nationale 658 (heutige Départementstraße 958).

## Geschichte
Die lateinische Form des Namens „Montebetone“ (955) gliedert sich wie folgt. Der beschreibende Zusatz „mount“, der einen erhöhten Ort bezeichnet, wird von einem Personennamen germanischen Ursprungs gefolgt. Der Familienname „Bette“ oder „Betton“ findet sich sowohl in okzitanischen Namen als auch in den Langues d’oïl. Die lokale Aussprache auf Okzitanisch lautet: „mounbétou“.
Kurz vor dem Jahr 1000 war das Gebiet zwischen Tarn und Garonne um mehrere aus dieser Zeit bezeugte Burgen in der Nähe des Forêt d’Agre (heute Forêt de Montech) herum gruppiert. Mit den Orten Meauzac, Albefeuille oder Toulvieu sowie Gasseras wird „das Alleu de Montbeton“ um 955 im Testament von Isarn d’Escatalens erwähnt, der seine Ländereien der Abtei von Moissac vermachte.
Die ersten Herren des Schlosses Montbeton gehörten einer Familie an, die den Namen einer benachbarten Region trägt: Toulvieu oder Tulmont. Diese Familie „de Tulmont“ (nicht zu verwechseln mit Saint-Etienne de Tumont) besaß die Herrschaft bis zur Mitte des 13. Jahrhunderts.
Im Jahr 1271 legten die drei Konsuln von Montbeton während der Annexion des Languedoc an Frankreich den Treueeid auf den König von Frankreich, Philipp den Kühnen, ab. Pierre de Grimoard, Vertreter einer berühmten Ritterfamilie von Castelsarrasin, war Eigentümer des Lehens. Diese Familie trat den Ort Montbeton in der Folge an die Familie Galard ab. Während des Hundertjährigen Krieges im Jahr 1369 wurde ein Galard vom Herzog von Anjou, Vertreter des Königs von Frankreich, mit der Bewachung des Ortes beauftragt. Dann, zu Beginn des 15. Jahrhunderts, war es eine Familie angesehener Montalbanesen, die Saint-Etiennes, die das Schloss besaß. Ab dem 16. Jahrhundert war es die Familie Caumont, die das Schloss Montbeton erbte, bis Mitte des 18. Jahrhunderts die ersten Vertreter der Familie Bellissen es besaßen.
Das Dorf Montbeton wurde wie alle Dörfer im rund um Montauban 1562 geplündert. Die Calvinisten eroberten das Gelände, zerstörten die Kirche und vertrieben den katholischen Klerus aus dieser Pfarrei, die zum Besitz des Stiftskapitels von Saint Etienne du Tescou in Montauban gehörte. Während der katholischen Rückeroberung von Montauban nach der Belagerung im Sommer 1621 eroberten die Truppen von Marschall de Thémines Montbeton zurück und massakrierten die Einwohner im Juni 1622.

## Bevölkerungsentwicklung

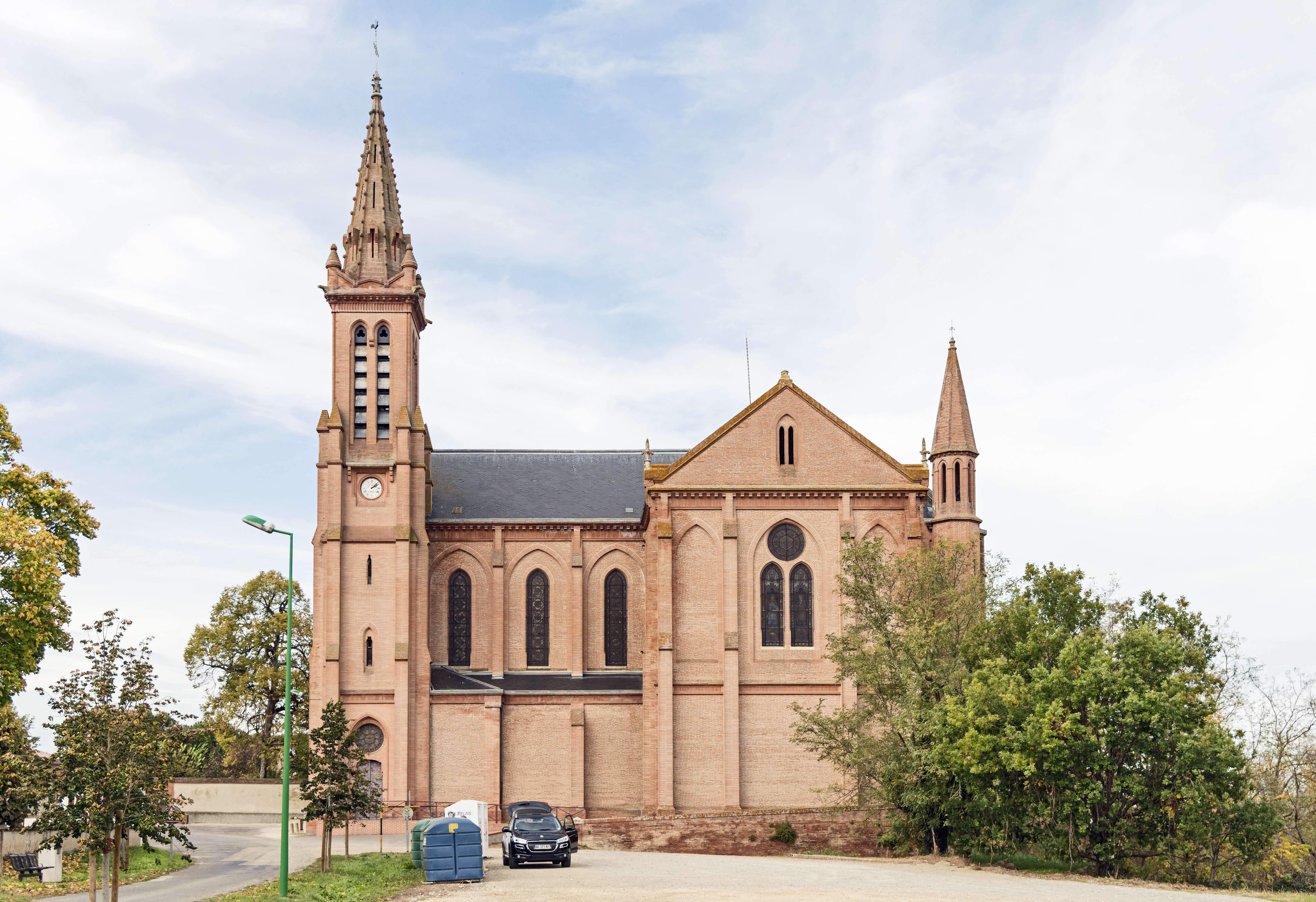
Kirche Notre-Dame de l’Assomption

| 1962 | 1968 | 1975 | 1982 | 1990 | 1999 | 2006 | 2018 |
| 1052 | 1198 | 1324 | 1458 | 1786 | 2111 | 3179 | 4243 |

## Sehenswürdigkeiten
- Kirche Notre-Dame de l’Assomption, errichtet 1878 bis 1882

## Persönlichkeiten
- Jean-Pierre Urkia (1918–2011), Ordensgeistlicher und Missionar in Südostasien